# Beyond Good and Evil 2
Beyond Good and Evil 2 ist ein kommendes Computer-Rollenspiel des französischen Unternehmens Ubisoft. Entwickelt wird es von Ubisoft Montpellier und veröffentlicht von Ubisoft. Das Spiel ist eine Fortsetzung des 2003 veröffentlichten Beyond Good and Evil. In sozialen Netzwerken und Medien wurde lange über eine Fortsetzung des Spieles spekuliert, bis es schließlich bei der E3 2017 offiziell vorangekündigt wurde.

## Gameplay
Beyond Good and Evil 2 findet einige Generationen vor dem ersten Teil Beyond Good and Evil statt. Das Spiel soll ein deutlich traditionelleres Rollenspiel darstellen als der erste Teil. Spieler bekommen am Anfang des Spieles die Möglichkeit, „am Grunde des gesellschaftlichen Systems“ anzufangen. Es ist außerdem möglich, zu bestimmen, ob der Charakter männlich oder weiblich ist. Beim Vervollständigen von Missionen und Aufträgen verbessern sich die Fähigkeiten des Spielers. Dieser erhält ebenfalls ein Raumschiff und Crew-Mitglieder, welche er mit der Zeit auch verbessern kann. Spieler können andere Planeten, welche ihre eigenen Gesellschaften haben, besuchen, um dortige Aufträge anzunehmen und so ihr technisches Wissen zu erweitern, welches die Verbesserung des Raumschiffes ermöglicht. Game Director Michel Ancel teilte mit, dass es erzählerische Sequenzen sowohl für die vorgegebene Story als auch auf die vom Spieler selbst getroffenen Entscheidungen gäbe.
Das Spiel wird im Einzelspielermodus und als Koop-Spieler spielbar sein. Auch im Einzelspielermodus befindet sich der Spieler in einem mit anderen Spielern geteilten Universum, in dem Ereignisse passieren, die Einfluss auf alle Spieler haben.

## Entwicklung
Das ursprüngliche Spiel Beyond Good and Evil, welches 2003 veröffentlicht wurde, wurde von den Kritiken als Erfolg bezeichnet; eine eigene Fangruppe entstand. Kommerziell gesehen wurde es als eindeutiger Misserfolg bezeichnet. Michel Ancel, Direktor des Spieles, erklärte dazu, dass seine Vision/Idee, dass das Spiel ein Universums abbilden solle, doch zu groß für nur einen Teil sei. So wollte Ancel es zum ersten Teil einer Trilogie machen, doch das Mutterunternehmen und der Publisher Ubisoft sah aufgrund des finanziellen Misserfolgs keinen Grund für eine Fortsetzung.
Spekulationen über eine Fortsetzung begannen um das Jahr 2007, in dem Ancel bei einem Nintendo Power Interview erklärte, dass er an einem neuen Projekt arbeite, das sehr viel für ihn bedeutete. Er versuche, Jade, eine Figur des Spiels Beyond Good and Evil, in das neue Projekt mit einzubeziehen, ohne ihre Persönlichkeit zu ändern. In einem anderen Interview sagte er 2008 dem französischen Magazin Jeuxvideo.fr, dass die Vorproduktion eines zweiten Teils von Beyond Good and Evil bereits vor einem Jahr begonnen habe, eine Fortsetzung der Produktion müsse aber noch von Ubisoft bestätigt werden. Im selben Monat wurde als Teil des „Ubidays“-Events ein von Ubisoft veröffentlichter Trailer gezeigt, in dem Musik des ersten Teils verwendet wurde. Auch die Charaktere Jade und Pey'j, die im ersten Teil auftraten, wurden gezeigt. Ubisoft teilte mit, dass der Trailer ausschließlich mit der Spiel-Engine erstellt wurde.
Ein zweiter, geleakter Trailer erschien im Mai 2009. Dieser zeigte den Charakter Jade, der durch eine überfüllte Straße rannte. Es wurde bestätigt, dass der Trailer ein Werk Ancels sei. Ubisoft bestritt jedoch, den Trailer absichtlich veröffentlicht zu haben. Bis 2016 war der Status der Entwicklung des Spiels unklar, da Ubisoft und Ancel widersprüchliche Erklärungen abgaben. Während Ancel und Ubisoft mehrmals mitteilten, dass die Entwicklung des Spiels noch immer laufe, verbreiteten sich Spekulationen, Ubisoft hätte die Entwicklung des Spieles vorerst eingestellt, Ancel hätte Ubisoft Montpellier verlassen und weiteres. Noch im selben Jahr versicherte Ancel, dass das Spiel noch immer in Entwicklung sei, die Produktion musste nur von 2013 bis 2016 vorübergehend eingefroren werden, um das Spiel Rayman Legends zu produzieren. Laut Ancel habe die Produktion von Rayman Legends der Fortsetzung von Beyond Good and Evil sogar technisch geholfen.
Im Jahr 2016, in dem noch unbekannt war, dass Beyond Good and Evil 2 die Fortsetzung des ersten Teils sein würde, postete Ancel mehrere Bilder über ein Spiel in den sozialen Netzwerken, die den jüngeren Pey’j zeigen. Somit bestätigte sich für die Fangemeinde, dass dies der zweite Teil sei. Nur kurze Zeit danach bestätigte der Publisher Ubisoft diese Gerüchte bei der offiziellen Ankündigung von Beyond Good and Evil 2. Während der Ubisoft-Konferenz bei der E3 2017 wurde der erste Trailer des Spiels präsentiert. Die Plattformen, auf der das Spiel spielbar sein wird, wurden noch nicht offiziell angekündigt. Das Space Monkey Program listet die Plattformen Microsoft Windows, PlayStation 4 und Xbox One auf. Ancel bezeichnete dies jedoch als einen technischen Fehler und erklärte, dass das Spiel für viele Plattformen entwickelt worden sei.
Yves Guillemot erklärte als CEO von Ubisoft, dass Beyond Good and Evil 2 mehr für die neue Generation von Spielern entwickelt worden sei. Somit wolle man einen erneuten kommerziellen Misserfolg vermeiden. Eines der Hauptelemente des Spiels soll die Möglichkeit sein, andere Planeten zu besuchen. Um dies zu ermöglichen, arbeiteten Ancel und das Ubisoft-Montpellier-Team bereits seit drei Jahren vor der Veröffentlichung des neuen Trailers an einem Sonnensystem-Tool. Dieses spezielle Tool verwendet eine Kombination aus grafischen Elementen und einem Generator, der dieses Element dem jeweiligen Planeten zuordnet. Die Arbeiten am Kernteil des Tools wurden kurz vor der E3 2017 abgeschlossen. Ancel sagte, dass die restlichen Arbeiten erst danach beginnen würden.
Im Rahmen der Veröffentlichung einer Beyond Good & Evil 20th Anniversary Edition, die zum Jubiläum des Originalspiels am 25. Juni 2024 veröffentlicht wurde, bestätigte Ubisoft auf der Plattform X, dass das Spiel noch immer in Entwicklung sei. Einen Hinweis darauf findet man auch in der neuen Mission der Jubiläums-Edition.

### Musik
Komponist Christophe Héral, der die Musik des ursprünglichen Spiels komponierte, wird dies auch für den zweiten Teil tun.